# Autorità per le garanzie nelle comunicazioni
L'Autorità per le garanzie nelle comunicazioni (AGCOM) è un'autorità amministrativa indipendente italiana di regolazione e garanzia, con sede principale a Napoli e sede operativa secondaria a Roma.
Istituita con la legge Maccanico (1997), a essa è affidato il duplice compito di assicurare la corretta concorrenza degli operatori sul mercato e di tutelare il pluralismo e le libertà fondamentali dei cittadini nel settore delle telecomunicazioni, dell'editoria, dei mezzi di comunicazione di massa e delle poste in analogia all'Autorità di Regolazione per Energia Reti e Ambiente (ARERA) e all'Autorità di Regolazione dei Trasporti (ART).

## Storia

### Istituzione
La legge 5 agosto 1981, n. 416 (Disciplina delle imprese editrici e provvidenze per l'editoria) istituisce una nuova figura nel contesto delle autorità indipendenti: il "Garante dell'attuazione della legge sull'editoria". Il Garante quindi assume la funzione di autorità di regolamentazione dell'intero settore dell'informazione massmediale e vigila affinché non si verifichino concentrazioni d'impresa e quindi non emergano soggetti in posizione dominante sul mercato. È nominato d'intesa dai presidenti della Camera e del Senato tra i magistrati appartenenti alle giurisdizioni di grado più elevato e dura in carica cinque anni. Riferisce al Parlamento semestralmente.
La legge 6 agosto 1990, n. 223 sulla disciplina del sistema radiotelevisivo pubblico e privato (legge Mammì) riscrive le regole del sistema radiotelevisivo italiano e stabilisce che anche detto settore debba essere sottoposto alla vigilanza di un'autorità indipendente. Il Garante per l'editoria diventa «Garante per la radiodiffusione e l'editoria». Il nuovo Garante è nominato con decreto del presidente della Repubblica su proposta formulata dai presidenti del Senato e della Camera dei deputati, congiuntamente. Dura in carica tre anni e riferisce annualmente al Parlamento. L'ufficio non è più riservato ai magistrati di alto rango, ma può essere ricoperto anche da professori universitari o da professionisti di comprovata esperienza e di riconosciuta competenza nel settore delle comunicazioni di massa.
Venne definitivamente istituita nel 1997 su iniziativa dell'allora ministro delle poste e delle telecomunicazioni Antonio Maccanico con l'approvazione della legge Maccanico.
La Direttiva quadro 2002/21/CE ha stabilito che le autorità nazionali di regolamentazione sulle telecomunicazioni, come l'Agcom, devono essere autorità indipendenti.

### Attività
Nel 2000 l'Autorità era chiamata ad una prima pronuncia riguardo al pluralismo radiotelevisivo, e alla posizione dominante costituita dal duopolio Rai-Mediaset. L'autorità doveva controllare sull'attuazione delle disposizioni della legge Maccanico, che, stabilendo i limiti di concentrazioni di reti televisive, aveva indicato che la Rai avrebbe dovuto eliminare la pubblicità da Rai Tre, e Mediaset avrebbe dovuto spostare Rete 4 sul satellite. Tuttavia l'Agcom ha addotto diversi alibi e risposto con ingiustificati ritardi e rinvii, non attuando mai le disposizioni della legge Maccanico.
Per non far superare i limiti antitrust, la legge Gasparri, del 2004, ha modificato la legge Maccanico prevedendo che il limite del 20% dei ricavi sia computato globalmente su tutto il Sistema Integrato delle Comunicazioni (SIC), che costituisce un paniere talmente ampio che il limite non può essere superato da alcun operatore.

## Compiti e funzioni
La legge istitutiva del 1997 (legge Maccanico), prevedeva, nelle intenzioni, di accorpare in questo soggetto la prevalenza delle competenze sul settore delle telecomunicazioni. In realtà sono invece rimasti in essere altri soggetti con compiti significativi sul settore, i principali dei quali sono la Commissione di Vigilanza Rai e il Ministero dello sviluppo economico. Ci sono inoltre i Comitati regionali per le comunicazioni (abbreviato Co.re.com.), e l'Autorità garante della concorrenza e del mercato (Agcm). I principali compiti dell'Autorità per la garanzia delle comunicazioni (o Agcom) sono:
1. esprimere parere al Ministero delle comunicazioni sullo schema del piano nazionale di ripartizione/attribuzione delle frequenze radio da approvare con decreto del Ministro delle comunicazioni;
2. elaborare i piani di assegnazione delle frequenze;
3. definire le misure di sicurezza delle comunicazioni e promuovere gli interventi per l'eliminazione delle interferenze elettromagnetiche;
4. determinare gli standard per i decodificatori in modo da favorire la fruibilità del servizio;
5. curare la tenuta del registro degli operatori di comunicazione al quale si devono iscrivere i soggetti destinatari di concessione ovvero di autorizzazione.

L'Autorità svolge inoltre una funzione attiva di controllo del mercato delle telecomunicazioni, vigilando che ai cittadini ed alle imprese sia garantito in primis:
- il principio generale dell'art. 21 della Costituzione: affinché "tutti godano del diritto di manifestare liberamente il proprio pensiero con la parola, lo scritto e ogni altro mezzo di diffusione" e che "la stampa non venga ad essere soggetta ad autorizzazioni o censura".
- i principi previsti per la comunicazione tramite internet dall'art. 4 del D.L. n. 259/2003 che nello specifico sono:
- libertà di comunicazione;
- segretezza delle comunicazioni, anche attraverso il mantenimento dell'integrità e della sicurezza delle reti di comunicazione elettronica;
- libertà di iniziativa economica e suo esercizio in regime di concorrenza, garantendo un accesso al mercato delle reti e servizi di comunicazione elettronica secondo criteri di obiettività, trasparenza, non discriminazione e proporzionalità.

A tutela del pluralismo, ha il potere, tramite il Consiglio, di accertare la presenza di posizioni dominanti nel settore radiotelevisivo e di adottare provvedimenti conseguenti. Tuttavia, in materia radiotelevisiva, sono stati decisamente timidi gli interventi dell'Agcom per attuare il pluralismo e controllare le posizioni dominanti, agendo con eccessiva prudenza ed ingiustificato ritardo, lasciando gli operatori sostanzialmente impuniti. Al Consiglio dell'Agcom è inoltre attribuito il potere di accertare la mancata attuazione, da parte del servizio pubblico (la Rai), degli indirizzi formulati dalla Commissione Parlamentare di Vigilanza. L'Agcom ha inoltre competenze in materia tariffaria, di qualità, controllo degli operatori del mercato. Ha poteri regolamentari, distribuiti tra consiglio e commissioni. I poteri previsti sono amministrativi e consultivi:
- controllo di posizioni dominanti;
- promozione di accordi transfrontalieri e tra operatori, piani di assegnazione delle frequenze, proposte sulla normativa riferita ai servizi minimi all'utenza (Commissione per le infrastrutture e le reti);
- promozione dello sviluppo tecnologico e dell'offerta (Commissione per i servizi e i prodotti).

Come l'Autorità garante della concorrenza e del mercato, anche quest'Autorità presenta una relazione annuale al Parlamento. Una simile autorità esiste anche in altri Paesi: negli Stati Uniti, ad esempio, è operante già dal 1934 la Federal Communications Commission; l'Ofcom nel Regno Unito; la Comisión del Mercado de las Telecomunicaciones in Spagna.
Il decreto Bersani del 2007, all'art.14, integra significativamente i poteri dell'autorità, che in passato poteva intervenire sull'illecito soltanto a posteriori. Senza dover condurre la fase di indagine conoscitiva approfondita, l'autorità, se ritiene sussistente un rischio alla concorrenza, può intervenire con misure volte a correggere tale distorsione. Le misure devono indicare una validità per un periodo di tempo limitato, che però è rinnovabile indefinitamente; inoltre, l'autorità ha piena discrezionalità nell'individuare i casi che necessitano di un intervento urgente.
L'intervento a priori chiude il procedimento per l'illecito. Se l'impresa è inadempiente agli obblighi, l'autorità può riaprire il procedimento a carico e sanzionare con una multa fino al 10% del fatturato. Analoghi poteri sono previsti dal diritto comunitario per l'antitrust europeo. All'Autorità sono attribuite anche competenze regolamentari in materia di pubblicazione e diffusione di sondaggi sui mezzi di comunicazione di massa, con particolare riguardo per le ricerche a carattere politico ed elettorale in considerazione della loro peculiare influenza sui valori e diritti politici dei cittadini e del ruolo che giocano nella formazione della pubblica opinione. All'Autorità sono stati di recente affidati i compiti inizialmente assegnati all'Agenzia nazionale di regolamentazione del settore postale, ente soppresso dal decreto "Salva Italia". Il legislatore aveva previsto che l'Agenzia svolgesse, con indipendenza di valutazione e di giudizio, le seguenti funzioni:
- regolazione dei mercati postali;
- partecipazione ai lavori e alle attività dell'Unione europea e internazionali entro i limiti delle competenze di attribuzione;
- adozione di provvedimenti regolatori in materia di qualità e caratteristiche del servizio postale universale, anche con riferimento alla determinazione dei criteri di ragionevolezza funzionali alla individuazione dei punti del territorio nazionale necessari a garantire una regolare ed omogenea fornitura del servizio;
- adozione di provvedimenti regolatori in materia di accesso alla rete postale e relativi servizi, determinazione delle tariffe dei settori regolamentati e promozione della concorrenza nei mercati postali;
- svolgimento, anche attraverso soggetti terzi, dell'attività di monitoraggio, controllo e verifica del rispetto di standard di qualità del servizio postale universale;
- vigilanza, anche avvalendosi degli organi territoriali del Ministero dello sviluppo economico, sull'assolvimento degli obblighi a carico del fornitore del servizio universale e su quelli derivanti da licenze ed autorizzazioni, con particolare riferimento alle condizioni generali della fornitura dei servizi postali;
- analisi e monitoraggio dei mercati postali, con particolare riferimento ai prezzi dei servizi, anche mediante l'istituzione di un apposito osservatorio.

## Coordinamento con le altre autorità
La presentazione del disegno di legge Gentiloni e il recente episodio dell'affare Telecom ha posto di nuovo in termini più urgenti, il problema di un maggiore coordinamento dell'autorità per le Garanzie nelle Comunicazioni con le altre autorità, in particolare l'Autorità garante della concorrenza e del mercato e del Garante dei dati personali.
L'Agcom si è vista riconoscere dal Consiglio di Stato competenza esclusiva in materia di tutela dei consumatori nell'ambito specifico dei servizi di comunicazione elettronica, valendo in questo caso il ruolo di vigilanza attribuito dal Codice delle comunicazioni elettroniche, a scapito del ruolo analogamente ed in generale esercitato dall'Agcm sugli operatori del mercato italiano in virtù delle previsioni del Codice del consumo. Inoltre, per lo svolgimento delle proprie attività, ai sensi del decreto interministeriale del 19 gennaio 1999 - può avvelersi dell'operato della polizia postale e delle comunicazioni e delle sue articolazioni periferiche.
Tra gli altri organi che hanno competenza sul settore delle telecomunicazioni, vi sono i presidenti di Camera e Senato, che hanno competenza in merito a disporre la trasmissione, sul servizio pubblico, di dirette parlamentari per sedute di particolare rilevanza, come in caso di voti di fiducia. Di solito i presidenti delle camere si coordinano con la Rai per evitare uno stravolgimento dei palinsesti ordinari.
Nel novembre 2023, con la Legge 13 novembre 2023, n. 159 il legislatore ha attribuito ad Agcom il ruolo di Coordinatore dei servizi digitali (Digital Services Coordinator ). Il DSC ha il compito di vigilare sull'applicazione del Regolamento (UE) 2022/2065 del Parlamento europeo e del Consiglio del 19 ottobre 2022 relativo a un mercato unico dei servizi digitali e che modifica la direttiva 2000/31/CE" («Regolamento sui servizi digitali» - DSA), esercitando funzioni di coordinamento delle altre autorità competenti nello Stato membro.

## Organizzazione

### Organi dell'autorità
- Presidente
- Commissione per le infrastrutture e le reti
- Commissione per i servizi e i prodotti
- Consiglio (composto dal presidente più i commissari)

### Criteri di nomina
I quattro commissari dell'Autorità sono eletti per metà dalla Camera dei deputati e per metà dal Senato della Repubblica mentre il presidente è proposto direttamente dal presidente del Consiglio d'intesa col ministro dello Sviluppo economico (come stabilito dalla legge Maccanico). Dopo tali scelte, le investiture definitive vengono conferite dal presidente della repubblica. Il collegio resta in carica per sette anni.

## Critiche

### Indipendenza
A causa dei criteri di nomina dei membri dell'Autorità, una parte autorevole della dottrina qualificava l'Agcom come "semi-indipendente": infatti, una "autorità amministrativa indipendente" è tale se non è subordinata né gerarchicamente né politicamente ai Ministeri, in modo tale da non essere caratterizzata da conflitti di interesse di natura politica o economica.
In contrasto a questa tradizione, in occasione delle nomine del 2011, un tecnico indipendente, l'informatico Stefano Quintarelli, si è candidato alla presidenza dell'Autorità sostenuto da una raccolta firme online che in meno di 24 ore ha raccolto oltre 11mila sottoscrizioni. 80 deputati bipartisan hanno chiesto trasparenza e competenza nelle nomine in una lettera  inviata al presidente della Camera dei Deputati, Gianfranco Fini, che per la prima volta ha disposto così la raccolta dei curricula per le nomine, pratica tuttora in uso.

### Regolamento sul copyright
La delibera  n. 452/13/Cons del 25 luglio 2013 (archiviato dall'url originale il 23 ottobre 2013). Schema di regolamento in materia di tutela del diritto d'autore sulle reti di comunicazione elettronica e procedure attuative ai sensi del decreto legislativo 9 aprile 2003, n. 70, relativa alla gestione del copyright su Internet, ha ricevuto durissime critiche, ma il 12 dicembre 2013 è stata approvata ed è entrata in vigore il 31 marzo 2014.

## Presidenti
- Mario Sinopoli (1981-1987)
- Giuseppe Santaniello (1987-1996)
- Francesco Paolo Casavola (1996-1997)
- Enzo Cheli (1998-2005)
- Corrado Calabrò (2005-2012)
- Angelo Marcello Cardani (2012- 2020)
- Giacomo Lasorella (2020 - in carica)

## Membri
Oltre al presidente in carica, gli attuali componenti sono:
- alla Commissione per le infrastrutture e le reti:
  - Antonello Giacomelli;
  - Massimiliano Capitanio.
- alla Commissione per i servizi e i prodotti:
  - Laura Aria;
  - Elisa Giomi.